# Copia
Copia [ˈkoː.pɪ.a] är en retorisk term som innefattar en persons totala vokabulär, stil och kunskap som verkar för att främja en persons variation och uppfinningsrikedom i tal och skrift. Copia skulle kunna kallas för en persons retoriska repertoar men inom retoriken används främst denna term. Denna repertoar utgörs ofta och byggs upp av att en person ser, hör eller lär sig av någon annan person vare sig det är ifrån en skrift eller ett tal och därefter lägger till detta i sin repertoar eller copia.

## Etymologi
Lat. Copia kan översättas till både förråd, överflöd och variation. En variant är cornucopia som betyder ymnighetshorn.
Termen populariserades inom retoriken till följd av Erasmus användande av denna i sin bok De Utraque Verborum ac Rerum Copia. På svenska är det klassat som ett latinskt lånord.

## Exempel
1512 beskrev den holländske humanisten Desiderius Erasmus i sin bok De Utraque Verborum ac Rerum Copia nyttan med att främja sitt copia genom att ta meningen “Tuae literae me magnopere delectarunt” - Sv.“Ditt brev har glatt mig mycket” som exempel. Genom att variera sitt ordval med synonymer och förändring av ordföljden. Till exempel så har Erasmus bytt ut “Ditt brev” till bland annat: 
- “Dina ord” - som ger intrycket av ett personligt och konfidentiellt meddelande
- “Ditt meddelande” - ett brev med värdefull information eller insikt

På detta sätt skapade han 150 variationer av denna enkla mening som var och en passar in i ett eget sammanhang och situation.

## Liknelse
En talares copia kan liknas vid ett ymnighetshorn (lat. Cornucopia) som är fyllt med sädesslag, grönsaker och frukter som skall mätta ett samhälle efter skörden.
Det är bra att ha i åtanke att det inte bara är mängden som mättar utan också variationen av innehållet.